# Kyla Drew Simmons
Kyla Drew Simmons, auch Kyla-Drew Simmons (* 17. April 2004 in Atlanta, Georgia) ist eine US-amerikanische Schauspielerin.

## Karriere
Ihren ersten Auftritt als Schauspielerin hatte Simmons 2012 in einer Folge der Fernsehserie The Neighbors. Seitdem war sie in zahlreichen Fernsehserien wie How I Met Your Mother, Navy CIS und Grey’s Anatomy sowie Filmen wie Jessica Darling’s It List zu sehen. Von 2014 bis 2018 spielte Simmons in der Fernsehserie Nicky, Ricky, Dicky & Dawn die Rolle der Mae Valentine, die sie in 55 Folgen verkörperte.

## Filmografie (Auswahl)
- 2012: The Neighbors (Folge 1x05)
- 2013: 90210 (Folge 5x12)
- 2013: Prisoners
- 2013: How I Met Your Mother (Folge 9x10)
- 2014: Jessie (Folge 3x13)
- 2014: Castle (Folge 7x04)
- 2014: Navy CIS (NCIS, Folge 12x07)
- 2014–2018: Nicky, Ricky, Dicky & Dawn (55 Folgen)
- 2015: Grey’s Anatomy (Folge 11x09)
- 2016: Jessica Darling’s It List
- 2017: Nickelodeons Super Sommercamp Special (Nickelodeon’s Sizzling Summer Camp Special, Fernsehfilm)
- 2018: Peppermint: Angel of Vengeance (Peppermint)
- 2019: Nick für ungut (No Good Nick, 11 Folgen)
- 2019–2020: Crown Lake (16 Folgen)
- 2021: Dad Stop Embarrassing Me!